# Takahiro Sakurai
Takahiro Sakurai (jap. 櫻井 孝宏 Sakurai Takahiro; ur. 13 czerwca 1974 w prefekturze Aichi) – japoński seiyū.

## Filmografia
Ważniejsze role są pogrubione.

### Seriale anime
1996
- Bakusō Kyōdai Let's & Go WGP (Leone, Waldegald)

1997
- Pokémon (Sand, spiker na półfinałach)

1998
- The Adventures of Mini-Goddess (Kagerō)
- Cardcaptor Sakura (Kōichi Kōno)
- Hamos The Green Chariot (Abel)
- Master Keaton (Ralph)
- Tajemnicze Złote Miasta (żołnierz)

1999
- Digimon Adventure (Motimon, Tentomon, Kabuterimon, AtlurKabuterimon, Phantomon, Scorpiomon)
- Initial D Second Stage (członek THUNDERS)
- Kaikan Phrase (Yoshihiko „Santa” Nagai)
- Zoids: Chaotic Century (Hilts)

2000
- Boogiepop Phantom (Delinquent B)
- Digimon Adventure 02 (Tentomon)
- Gate Keepers (Shun Ukiya)
- Gravitation (Host)
- Pokémon (AD)

2001
- Angel Tales (Genbu no Shin)
- Beyblade (Tonny)
- Cyborg 009 (2001) (Joe Shimamura/009)
- Galaxy Angel (Great Muscle)
- Geneshaft (Hiroto Amagiwa)
- Hikaru no go (Kaoru Kishimoto)
- Kasumin (Kasumi Senta)
- Offside (Noriyuki Akechi)
- Prétear (Sasame)
- Slayers Premium (Chie-tako)
- Star Ocean EX (Gabriel Celeste)
- Zoids: New Century Zero (Bit Cloud)

2002
- GetBackers (Kagami Kyoji)
- Heat Guy J (Boma)
- I"s (OVA) (Seto Ichitaka)
- Mirmo Zibang! (Chikku)
- Ojamajo Doremi Dokkān (Hiroaki Shibata)
- Princess Tutu (Fakir)
- Samurai Deeper Kyo (Kubira)
- Tokyo Underground (Sui)

2003
- Cromartie High School (Takashi Kamiyama)
- Guardian Hearts (Kazuya Watari)
- Kaleido Star (Leon Oswald)
- Shingetsutan Tsukihime (Arihiko Inui)
- The Mythical Detective Loki Ragnarok (starszy Loki)
- Peacemaker Kurogane (Susumu Yamazaki)
- Saint Beast (Genbu no Shin)
- Transformers Armada (Double Face)
- Zatch Bell! (Kiyomaro Takamine)

2004
- Cho Henshin CosPrayers (Kuls Pristo)
- Diamond Daydreams (Kurokawa)
- Kyo Kara Maoh! (Yuri Shibuya & Morgif)
- Meine Liebe (Orpherus Fürst von Marmelade nahe Gorz)
- Phantom – The Animation (Reiji Azuma/ Zwei)
- tactics (Haruka)
- Tsukuyomi Moon Phase (Seiji Midō)
- Zoids: Fuzors (Gene)
- Gakuen Alice (Misaki)

2005
- Absolute Boy (Shigeki Kobayakawa)
- Black Cat (Jenos Hazard)
- Bleach (Kira Izuru)
- Canvas 2 (Kamikura Hiroki)
- Gun X Sword (Ray Langlen)
- Pani Poni Dash! (Shu Momose)
- Rozen Maiden Träumend (Shirosaki)
- Saint Seiya Hades: Inferno (Dragon Shiryu)
- Sukisho (Fuuta Kitamura w odc. 13)
- Tales of Legendia (Walter Delques)

2006
- .hack//Roots (Haseo)
- Ayakashi: Samurai Horror Tales (The Medicine Seller)
- Black Blood Brothers (Jirō Mochizuki)
- Code Geass (Suzaku Kururugi)
- D.Gray-man (Yū Kanda)
- D.I.C.E. (Macchiatto)
- Gakuen Heaven (Endō Kazuki)
- Major (Naoki Enomoto)
- Meine Liebe (Orpherus Fürst von Marmelade nahe Gorz)
- Musashi Gundoh (Kojiro Sasaki)
- Innocent Venus (Jin Tsurusawa)
- Karin (Kurobara no Ōji)
- Le Chevalier D'Eon (Maximilien Robespierre)
- Legend of the Glass Fleet (Michel/Gilles)
- Ring ni Kakero 1: Nichibei Kessen Hen (Shadow Jun)
- Zegapain (Toga Vital)
- Zero no Tsukaima (Guiche)

2007
- Jyūshin Enbu – Hero Tales (Ryūkō)
- Kimikiss pure rouge (Eiji Kai)
- Mononoke (The Medicine Seller)
- Naruto Shippūden (Sasori)
- Saint Beast: Kouin Jojishi Tenshi Tan (Genbu no Shin)
- Zero no Tsukaima: Futatsu no Kishi (Guiche)
- Zombie Loan (Shito Tachibana)

2008
- Code Geass: Lelouch of the Rebellion R2 (Suzaku Kururugi)
- Hatenkō Yūgi (Alzeid)
- Saint Seiya The Hades: Elysion (Dragon Shiryu)
- The Tower of Druaga: the Aegis of URUK (Neeba)
- Zero no Tsukaima: Princesse no Rondo (Guiche)
- Junjō Romantica (Takahashi Misaki)
- Kyō kara maō! (Yuri Shibuya)

2009
- Bakemonogatari (Meme Oshino)
- Bleach (Kira Izuru i Wabisuke)
- Cross Game  (Azuma Yuuhei)
- Hatsukoi Limited (Sogabe Hiroyuki)
- Seitokai no Ichizon (Echo Of Death)
- Shangri-La (Kudo Shougo)
- Genji Monogatari Sennenki (Hikaru Genji)
- The Tower of Druaga: the Aegis of URUK (Neeba)
- Valkyria Chronicles (Faldio Landzaat)

2010
- Chu-Bra!! (Keigo Hayama)
- Digimon Xros Wars (Dorulumon)
- House of Five Leaves (Yaichi)
- Hyakka Ryouran Samurai Girls (Tokugawa Yoshihiko)
- Kuroshitsuji II (Claude Faustus)
- Nurarihyon no mago (Kubinashi)
- Otome Yōkai Zakuro (Kei Agemaki)
- Soredemo Machi wa Mawatteiru (Uki Isohata)
- The Legend of the Legendary Heroes (Tiir Rumibul)
- Transformers Animated (Blurr)
- Tatakau Shisho – The Book of Bantorra (Ruruta Coozancoona)
- Uragiri wa Boku no Namae wo Shitteiru (Luka Crosszeria)

2011
- Ano hi mita hana no namae o bokutachi wa mada shiranai. (Atsumu Matsuyuki)
- C (Masakaki)
- Dogs Days (Franboise)
- Kami-sama no Memo-chou (Hiroaki Kuwahara)
- Nurarihyon no mago (Kubinashi)
- Tegami Bachi Reverse (Jeel)
- Toriko (Coco)
- Dantalian no Shoka (Armand Jeremiah)
- Phi Brain: Kami no Puzzle (Luke Crossfield)
- High Score (Kyosuke Masuda)

2012
- Berserk Film Trilogy (Griffith)[1]
- Brave10 (Banzō Hattori)
- Zero no Tsukaima F (Guiche)
- Tsuritama (Urara)
- Sakura-sō no Pet na kanojo – Jin Mitaka[2]

2013
- Doki Doki! Pretty Cure (Okada Joe/Sir Jonathan Klondike)

2014
- Tokyo Ghoul (Uta)
- Psycho-Pass (Shogo Makishima)

2015
- Osomatsu-san (Osomatsu Matsuno)

2018
- Hataraku saibō (Helper T Cell)

### Dramy CD
- Are you Alice? (Alice)
- Ai wo Utau yori Ore ni Oborero! (Rui Kiryuuin)
- Baito wa Meido!? (Minori Ogata)
- BALETT STAR (Horinouchi Keisuke)
- Code Geass – Lelouch of the Rebellion (Suzaku Kururugi)
- Cyborg 009 Drama CD: Love Stories (Joe Shimamura)
- Dogs: Bullets & Carnage (Haine Rammsteiner)
- Dolls (Toudou Usaki)
- Fushigi Yugi Genbu Kaiden (Uruki)
- Hatenkō Yūgi (Alzeid)
- Junjō Romantica (Misaki Takahashi)
- Kamui (Atsuma Hasumi)
- Kapo-n(>_<) (Ozawa Aki)
- Kirepapa (Shunsuke Sakaki)
- Kiss to do-jin! ~Ōjisama wa Karisuma Ōte!?~ (Tooru Hikawa)
- Kyou Kara Maoh! (Yuri Shibuya)
- Love Mode (Rin Takimura)
- Lovely Complex (Otani Atsushi)
- Mix★Mix★Chocolate (Hara)
- Saint Seiya Ougon 12 Kyu Hen (Dragon Shiryu)
- S.L.H Stray Love Hearts! (Kitou Ninomiya)
- Shitsuji-sama no Okiniiri (Kanzawa Hakuou)
- Sket Dance (Sasuke Tsubaki)
- Slavers Series (Syuuichi Kurahashi)
- Sono Yubi Dake ga Shitteru (Yuichi Kazuki)
- Suki na Mono wa Suki Dakara Shouganai (Fuuta Kitamura)
- Sukitte Ii Nayo (Yamato Kurosawa)
- Switch (Hal Kurabayashi)
- Teiden Shoujou to Hanemushi no Orchestra (Haibane)
- Tokyo Yabanjin (Fubuki Kano)
- Uragiri wa Boku no Namae wo Shitteiru ( Luka Crosszeria)
- V.B.Rose (Yukari Arisaka)
- Desire (Toru Maiki)
- Yellow (Taki)
- Zombie-Loan (Shito Tachibana)